# السكك الحديدية في ليبيا الإيطالية

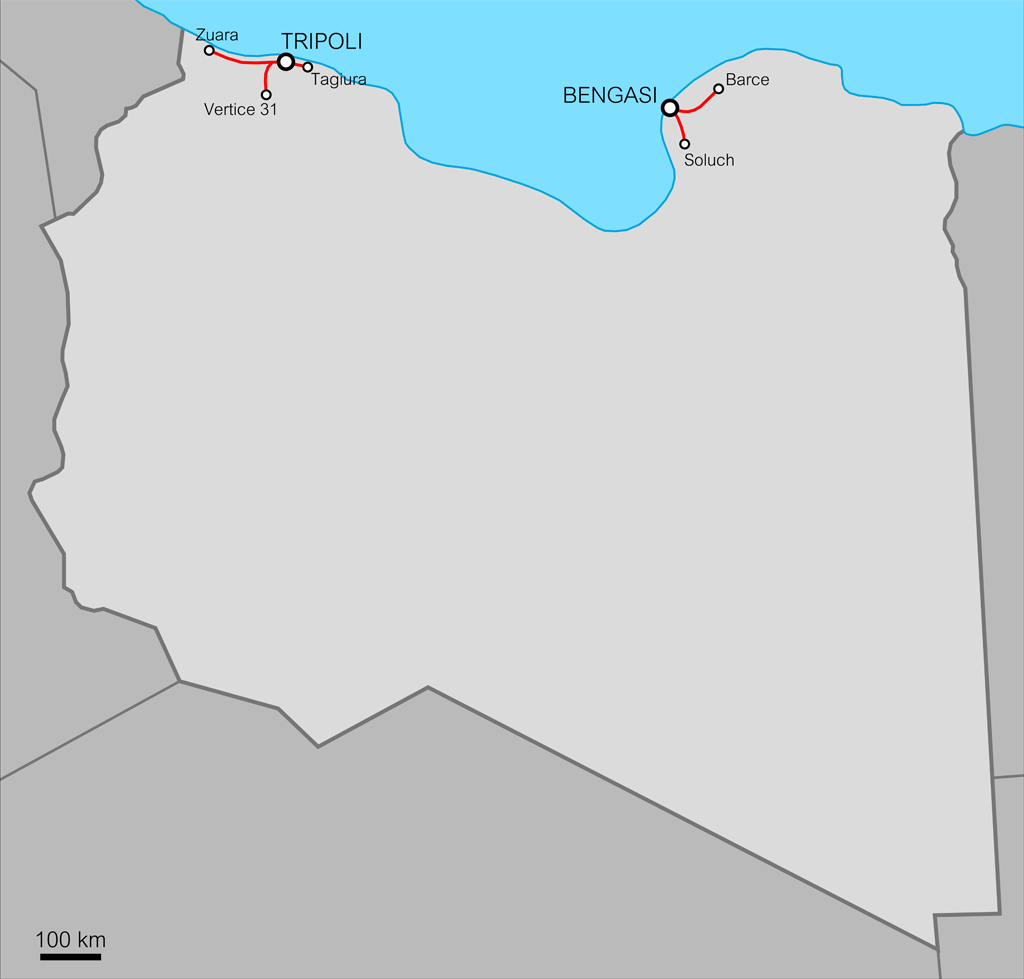
السكك الحديدية الخمس في ليبيا الإيطالية

السكك الحديدية في ليبيا الإيطالية هي مجموعة من السكك الحديدية الصغيرة التي بنيت في مستعمرة ليبيا الإيطالية في ما بين الحربين العالميتين.

## التاريخ
مملكة إيطاليا بنيت في ليبيا الإيطالية حوالي 400 كم تقريباً من السكك الحديدية من عيار 950 ملم.

## المشاريع
قررت السلطات الإيطالية إعطاء الأولوية لإنشاء الطرق في ليبيا بعدما تولى بنيتو موسوليني السيطرة على المستعمرات الإيطالية، بعد عام 1926 لم تنشأ أي مشاريع سكك حديدية في ليبيا، ولكن خلال الحرب العالمية الثانية الحاجة للسكك الحديدية للنقل إلى الجبهة خلال الحرب في الحدود مع مصر البريطانية غيرت هذا النهج.
في الربيع من 1941 بدأت الحكومة الإيطالية بناء خط سكك حديدية جديد للوصل بين طرابلس وبنغازي، ولكل بحلول نهاية عام 1942 تم إيقافها بسبب الهزيمة الإيطالية في شمال أفريقيا.

## التجهيزات
في ليبيا كانت أول قاطرات القاطرات البخارية R.401 و R.301، ولكن أكثرها نجاحاً كانت R.302 المصنعة في شمال إيطاليا.

## معرض الصور

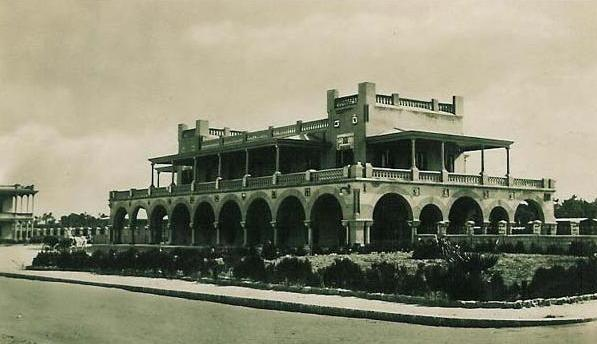
محطة سكة حديد طرابلس في 1940
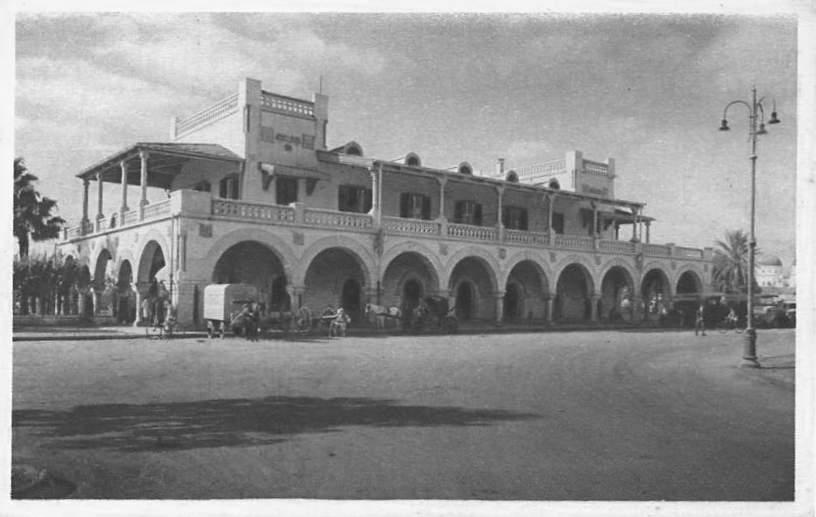
محطة سكة حديد بنغازي في 1930
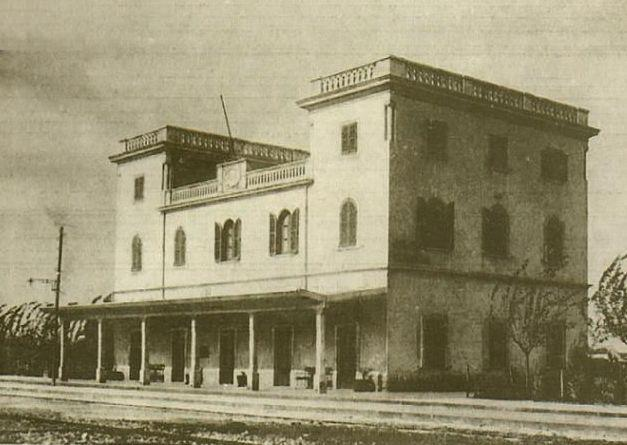
محطة سكة حديد بركة في 1930
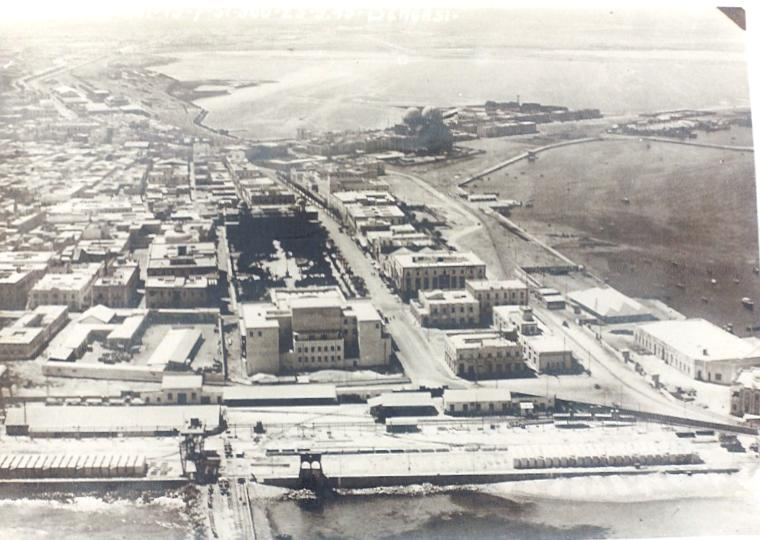
السكة الحديدية في بنغازي الإيطالية قرب الميناء
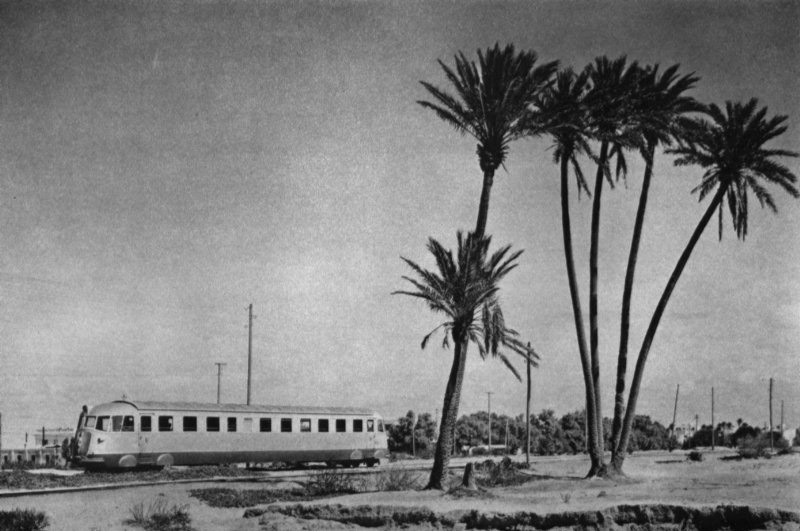
قطار "Littorina" من شركة فيات يمر بأحد السكك
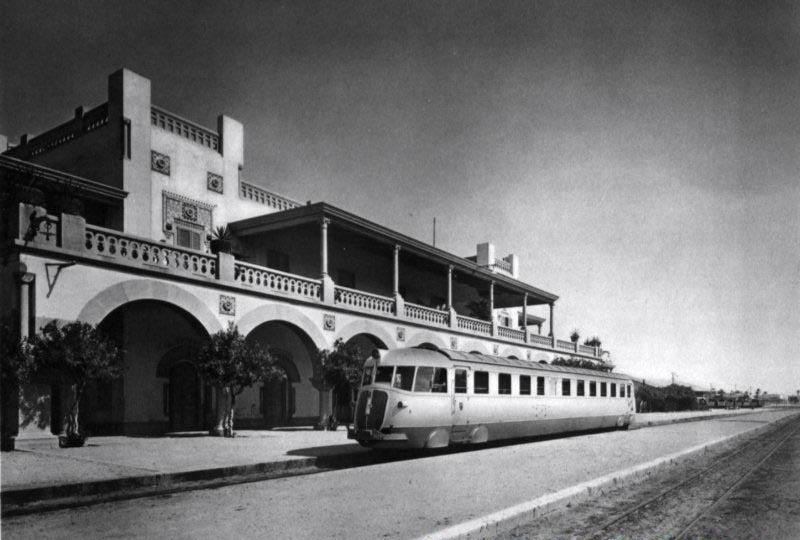
قطار فيات في محطة طرابلس
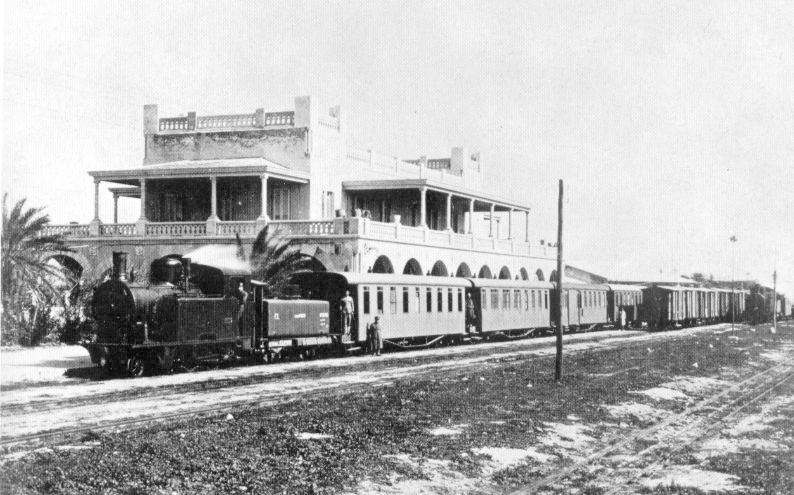
قطار البخاري قديم في محطة طرابلس عام 1920
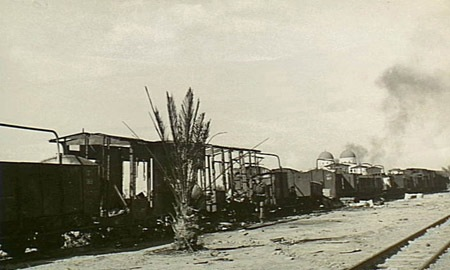
تدمير محطة بنغازي في عام 1943